# Harley Owners Group
La Harley Owners Group (o anche HOG) è una associazione di proprietari di motociclette Harley-Davidson.
Questo acronimo è un voluto gioco di parole, visto che hog ("porco", "maiale adulto") nello slang USA rappresenta appunto la moto Harley-Davidson.
Si tratta della più grande associazione di moto monomarca al mondo ed è sponsorizzata dalla Harley-Davidson Motor Company. 

## Origini
Fondata, il 27 gennaio 1983, subito ebbe una caratterizzazione estremamente commerciale.  Secondo lo statuto infatti, lo scopo della HOG è quello di offrire benefici e servizi agli appassionati di Harley-Davidson nel mondo e sviluppare una stretta relazione tra i motociclisti Harley, i concessionari e la società Harley-Davidson Motor Company.

## Caratteristiche e struttura
La HOG si distingue dai club Onepercenters proprio per il suo approccio familiare ed aperto a tutti.
Per associarsi alla HOG è sufficiente possedere una motocicletta Harley-Davidson e pagare una quota associativa.
Le emanazioni locali della HOG sono i Chapters HOG, gruppi indipendenti ma strettamente regolati appunto dalla HOG.
Ogni Chapter affiliato alla HOG, è un'associazione di appassionati motociclisti caratterizzata dallo spirito familiare, pacifico e non politico che fornisce servizi ai propri soci senza scopi di lucro. Ogni Chapter deve aderire allo Statuto e alla politica dell'H.O.G. che, in determinate situazioni, può quindi non riconoscerlo più come organizzazione affiliata.
I chapter HOG sono totalmente estranei alla natura e filosofia dei motorcycle club, abbreviati in MC.

Affinché un Chapter HOG nasca, esista e si sviluppi, è obbligatorio l'appoggio di un Concessionario sponsor ufficiale Harley-Davidson, che ne sostenga le attività. Nel caso in cui il Concessionario sponsor decida di revocare il suo sostegno al Chapter, allo stesso verrebbe meno l'affiliazione HOG.
Grazie al grande successo di vendita delle motociclette Harley-Davidson negli anni ottanta e novanta, grazie all'importatore Carlo Talamo, a Roma si era creato già in quegli anni il primo Chapter HOG interamente italiano (esattamente il 13 febbraio 1990), anche se nella base aeronautica di Aviano esisteva già da qualche tempo un HOG Chapter indipendente creato dai militari americani.

## La patch HOG
La HOG ha un simbolo formato da un'aquila con le ali spiegate che sovrasta una ruota a raggi di una motocicletta, che è anche la lettera O della sigla. 

Questa pezza si porta sul davanti del gilè, sul lato sinistro, e anche sulla schiena in formato più grande, come Back-Patch. In effetti la pezza si può comprare in qualsiasi negozio autorizzato Harley-Davidson quindi, secondo la filosofia Onepercenters, non ha alcun valore intrinseco perché non è "guadagnata" dimostrando al gruppo la necessaria dedizione alla vita dell'associazione attraverso frequenza ai viaggi e ai raduni e adottando l'appropriato stile.
Rappresenta unicamente l'appartenenza alla HOG (il cui primo anno di iscrizione è gratis con l'acquisto di una motocicletta nuova) e non a un Chapter.

## Diventare soci
Per diventare membri di un Chapter occorre un periodo di prova più o meno lungo, durante il quale il candidato dovrà dimostrare partecipazione e voglia di frequentare la vita dell'associazione. La decisione è presa dal Direttivo del Chapter ma (secondo lo Statuto internazionale HOG) è comunque soggetta all'approvazione o al veto incondizionato dello Sponsoring dealer, cioè del Concessionario stesso, il quale ha potere assoluto praticamente su ogni cosa inerente al Chapter sponsorizzato. 

Proprio questa strettissima dipendenza dal concessionario è uno dei motivi che rende la HOG un eccellente strumento di marketing e un caso di successo per la società Harley-Davidson Motor Company.